# Terminal Rodoviário da Luz
Nota: Este artigo se refere ao terminal rodoviário. Se procura a estação ferroviária homônima, consulte Estação da Luz.
O Terminal Rodoviário da Luz foi o principal terminal rodoviário da cidade de São Paulo até o ano de 1982, quando foi construído o Terminal Rodoviário Tietê. Ficava localizado na Praça Júlio Prestes, na região da Luz, no centro de São Paulo.

## História

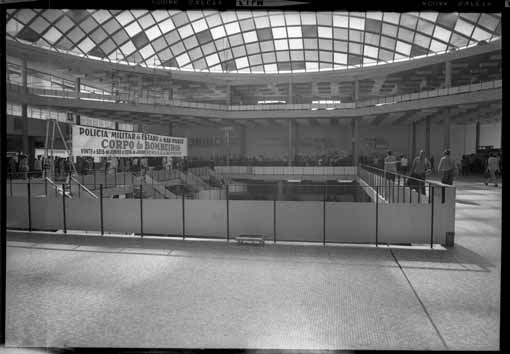
Vista do interior do terminal, 1972.
Museu da Cidade de São Paulo

Já houvera intenção, no início dos anos 1950, de se fazer uma estação rodoviária em São Paulo na região da Luz, mas em pleno Parque da Luz, ideia que acabaria rejeitada. O terminal de passageiros da Luz, com dezenove mil metros quadrados, foi inaugurado em 25 de janeiro de 1961, próximo às estações ferroviárias da Luz e Júlio Prestes, centralizando o transporte intermunicipal da cidade na mesma região. A obra foi construída durante a gestão do governador Ademar de Barros, pela parceria dos empresários Carlos Caldeira Filho e Octávio Frias de Oliveira com a prefeitura de São Paulo. Destacavam-se em sua arquitetura, de autoria do arquiteto Carlos Lemos, o chafariz no hall central e as pastilhas coloridas nas paredes internas, que foram eliminados quando o local foi reformado para abrigar um shopping, anos mais tarde. A rodoviária foi um dos primeiros locais na cidade a receber aparelhos de televisão em cores, na primeira metade dos anos 1970, o que atraiu muitos interessados em assistir a jogos de futebol.
Já no primeiro mês de funcionamento moradores do bairro de Campos Elísios, no entorno da estação, reclamaram de um suposto aumento na criminalidade da região e do "trânsito infernal". Os 2,5 mil ônibus que passavam diariamente pela rodoviária chegavam a levar até uma hora para percorrer um trecho que não chegava a ter duzentos metros. Para aliviar o trânsito da região, em outubro de 1977 a CMTC transferiu diversos pontos de ônibus que ficavam na Praça Júlio Prestes para a Praça Princesa Isabel, a duas quadras da estação. "O terminal urbano da Praça Júlio Prestes afetava diretamente a circulação dos ônibus de transporte intermunicipal e interestadual", explicou à época o presidente do Sindicato das Empresas de Transporte de Passageiros do Estado de São Paulo. Dois meses depois houve outra tentativa de aliviar o trânsito na região, com a abertura de uma rua particular que dava aos ônibus acesso direto às plataformas 21 a 25.
Para o urbanista Jorge Wilheim, em entrevista publicada no Jornal da Tarde em 2010, faltou planejamento: "Historicamente, rodoviárias já contribuem pela degradação da região. Depois, com a desativação, houve uma estrutura ociosa de hotéis e bares que se tornaram alvo fácil para a degradação da área." Com o crescimento da cidade e o aumento considerável do transporte rodoviário de passagem pela cidade, a Rodoviária da Luz tornou-se saturada. Assim, em 1977 foi inaugurado o Terminal Intermunicipal Jabaquara, para descentralizar as operações. Em 9 de maio de 1982 o governador Paulo Maluf inaugurou o novo terminal de passageiros, o Tietê, desativando o antigo. Após a desativação da estação o prédio foi vendido a um grupo de empresários e no local passou a funcionar a partir de 1988 o shopping popular Fashion Center Luz.

## Complexo Cultural Luz
Em 2007, o governador José Serra anunciou que iria desapropriar o antigo prédio para a instalação de um centro cultural público, com a inclusão de um teatro e uma escola de dança. O projeto de construção do Complexo Cultural Luz era a principal obra com o objetivo de recuperar a região da Luz, conhecida como "Cracolândia", tinha orçamento de seiscentos milhões de reais — o dobro do custo inicial estimado — e abrigaria o Teatro da Dança de São Paulo. Haveria três teatros, incluindo um com capacidade para 1 750 pessoas e seria ainda a sede do Centro de Estudos Musicais Tom Jobim e da São Paulo Companhia de Dança. O projeto, porém, foi criticado por representantes da sociedade civil, tal como o Instituto de Arquitetos do Brasil. Entre as críticas, está o fato de ter sido contratado com dispensa de licitação escritório estrangeiro para criar o projeto arquitetônico — o suíço Herzog & de Meuron —, pagando-se valor muito acima do praticado no mercado arquitetônico brasileiro: foram gastos 49 milhões de reais do Tesouro estadual paulista. Além disso, o projeto foi feito sem haver certeza de que haverá recursos para implementá-lo.
O prédio foi desocupado já em 2007, mas a demolição só começou em 12 de abril de 2010, e a previsão para o início das obras era em janeiro de 2011, com inauguração do complexo em 2014. As obras ficaram interrompidas por cerca de um mês no segundo semestre, por causa de uma liminar impetrada por uma das empresas que perderam a licitação para a demolição.. O projeto do Complexo Cultural Luz foi, todavia, abandonado em 2015. A decisão de cancelar o projeto veio após decisão do Tribunal de Justiça de declarar nulo o contrato entre o Governo estadual e o escritório de arquitetura suíço Herzog & de Meuron, autor do projeto do complexo, devido à modalidade de contratação escolhida em 2007: dispensa de licitação, tida como injustificada. Foi determinado que o ex-secretário da Cultura João Sayad teria de ressarcir o Estado; ele prometeu recorrer da decisão. Em 2019, o Tribunal de Contas Estadual negou irregularidade na contratação.

## Complexo Júlio Prestes
Ainda em 2015, cogitaram-se novos usos para o terreno, tais como a construção de moradias populares e um hospital. Em 2016, já na gestão estadual de Geraldo Alckmin, foi criado um novo projeto para o mesmo local: o Complexo Júlio Prestes, que contaria com torres residenciais para famílias de baixa renda, uma creche e a nova sede da escola de música Tom Jobim, que contará com salas de aula, arquivo musical, biblioteca, sala para ensaio de orquestra e uma especial para apresentação. Foi autorizada a construção de 1,2 mil moradias populares. Os moradores seriam selecionados por sorteio e entre os requisitos havia o de pelo menos um dos ocupantes do imóvel ter emprego fixo no Centro. Em 2018, as primeiras habitações começaram a ser entregues.